# Alfred-Hermann Reinhardt
Pour les articles homonymes, voir Reinhardt.
Alfred-Hermann Reinhardt (15 novembre 1897 à Affalterbach - 15 janvier 1973 à Öhringen) est un Generalleutnant allemand qui a servi au sein de la Heer dans la Wehrmacht pendant la Seconde Guerre mondiale.
Il a été récipiendaire de la croix de chevalier de la croix de fer avec feuilles de chêne et glaives. La croix de chevalier de la croix de fer et ses grades supérieurs : les feuilles de chêne et glaives sont attribuées pour récompenser un acte d'une extrême bravoure sur le champ de bataille ou un commandement militaire avec succès.

## Biographie
Pendant la Première Guerre mondiale, Alfred-Hermann Reinhardt s'engage comme volontaire le 7 janvier 1916 dans le 123e régiment de grenadiers (de) de l'armée wurtembergeoise. 

## Décorations
- Croix de fer (1914)
  - 2e classe (31 août 1917)
  - 1re classe (31 juillet 1919)
- Insigne des blessés (1914)
  - en noir
- Insigne de combat d'infanterie en Argent
- Agrafe de la croix de fer (1939)
  - 2e classe (25 juin 1940)
  - 1re classe (27 juillet 1940)
- Croix d'honneur pour les combattants
- Médaille du Front de l'Est
- Croix allemande en or (4 septembre 1942)
- Ordre de Michel le Brave 3e Classe (7 août 1943)
- Croix de chevalier de la croix de fer avec feuilles de chêne et glaives
  - Croix de chevalier le 4 décembre 1941 en tant que Oberstleutnant et commandant du Infanterie-Regiment 421[1]
  - 306e feuilles de chêne le 28 septembre 1943 en tant que Oberst et commandant du Grenadier-Regiment 421[1]
  - 118e glaives le 24 décembre 1944 en tant que Generalleutnant et commandant de la 98. Infanterie-Division[1]
- Mentionné dans le bulletin quotidien radiophonique Wehrmachtbericht le 10 septembre 1944